# 靈幻童子
《靈幻童子》，是一部1980年代出品的台灣電影，為利影業有限公司所出品，李作楠導演所執導，由林小樓、大島由加利主演。

## 人物角色
| 角色     | 演員         | 備註                                                                     |
| 小君     | 林小樓       | 戲中的主角，一名茅山派炊事伙夫的孫子。性格雖吊兒郎當，但極具正義感的人。 |
| 海秋月   | 大島由加利   | 擁有銀骷髏後，被惡道士搶走並且抓去練魂的海老兒的大女兒。                 |
| 火旺     | 汪強         | 小君的爺爺，茅山派炊事伙夫，實際上是潛藏在北派的茅山南派傳人。           |
| 天長道人 | 常山/ 李海興 | 茅山派北派掌門師父。                                                     |
| 成空     | 楊雄         | 茅山派北派大師兄。                                                       |

## 外部連結
- 香港影庫上《靈幻童子》的資料（繁體中文）
- 豆瓣电影上《靈幻童子》的資料 （简体中文）
- 互联网电影数据库（IMDb）上《靈幻童子》的资料（英文）